# اينار روثمان
اينار روثمان (بالسويدية: Einar Rothman)‏ هو منافس ألعاب قوى سويدي، ولد في 3 يناير 1888، وتوفي في 3 سبتمبر 1952.

## وصلات خارجية
- اينار روثمان على موقع أوليمبيديا (الإنجليزية)
- اينار روثمان على موقع اللجنة الأولمبية السويدية (السويدية)